# Cyriocosmus bertae
Cyriocosmus bertae là một loài nhện trong họ Theraphosidae.
Loài này thuộc chi Cyriocosmus. Cyriocosmus bertae được miêu tả năm 1998 bởi Pérez-Miles.